# Fuerte de Samaipata
El Observatorio Astronómico de Samaipata, Centro Cósmico de Samaipata, o el Centro Ceremonial de Samaipata, conocido comúnmente como el Fuerte de Samaipata, o simplemente como "El Fuerte", es un sitio arqueológico precolombino y preincaico de origen chané de Bolivia, ubicado a pocos kilómetros del pueblo de Samaipata, en la provincia Florida, departamento de Santa Cruz, a una altitud de 1950 m s. n. m. Fue declarado Patrimonio Cultural de la Humanidad por la Unesco el año 1998 y es considerada la piedra tallada más grande del mundo.
Está situado en las estribaciones orientales de los Andes bolivianos o en la zona subandina y es un popular destino turístico para bolivianos y extranjeros por igual. El sitio arqueológico es considerado único, ya que presentó cuatro culturas diferentes: chané como origen del sitio arqueológico, inca, chiriguano (guaraní) y español, fue implementado con algunas construcciones y también con explotaciones por los incas y españoles.
Inicialmente fungió como un observatorio astronómico y cósmico chané, también tenía una función religiosa y ceremonial en su deidad hacia la luna. Es erróneamente conocido como "El Fuerte", debido a conclusiones tempranas en afán de acrecentar la presencia incaica, siendo que estos lo usaron como un centro para luego avanzar en busca de minerales, aunque en su corta estadía en Samaipata también existen ciertas edificaciones hechas por los incas, aunque no concluidas por la expulsión y exterminio hacia éstos por parte de los chiriguanos.
Es conocido en la actualidad como el segundo monumento arqueológico que más visitas ha recibido en Bolivia. Se caracteriza por unas dimensiones considerables situado entre la zona de los Andes o la zona subandina y las tierras bajas.

## Toponimia

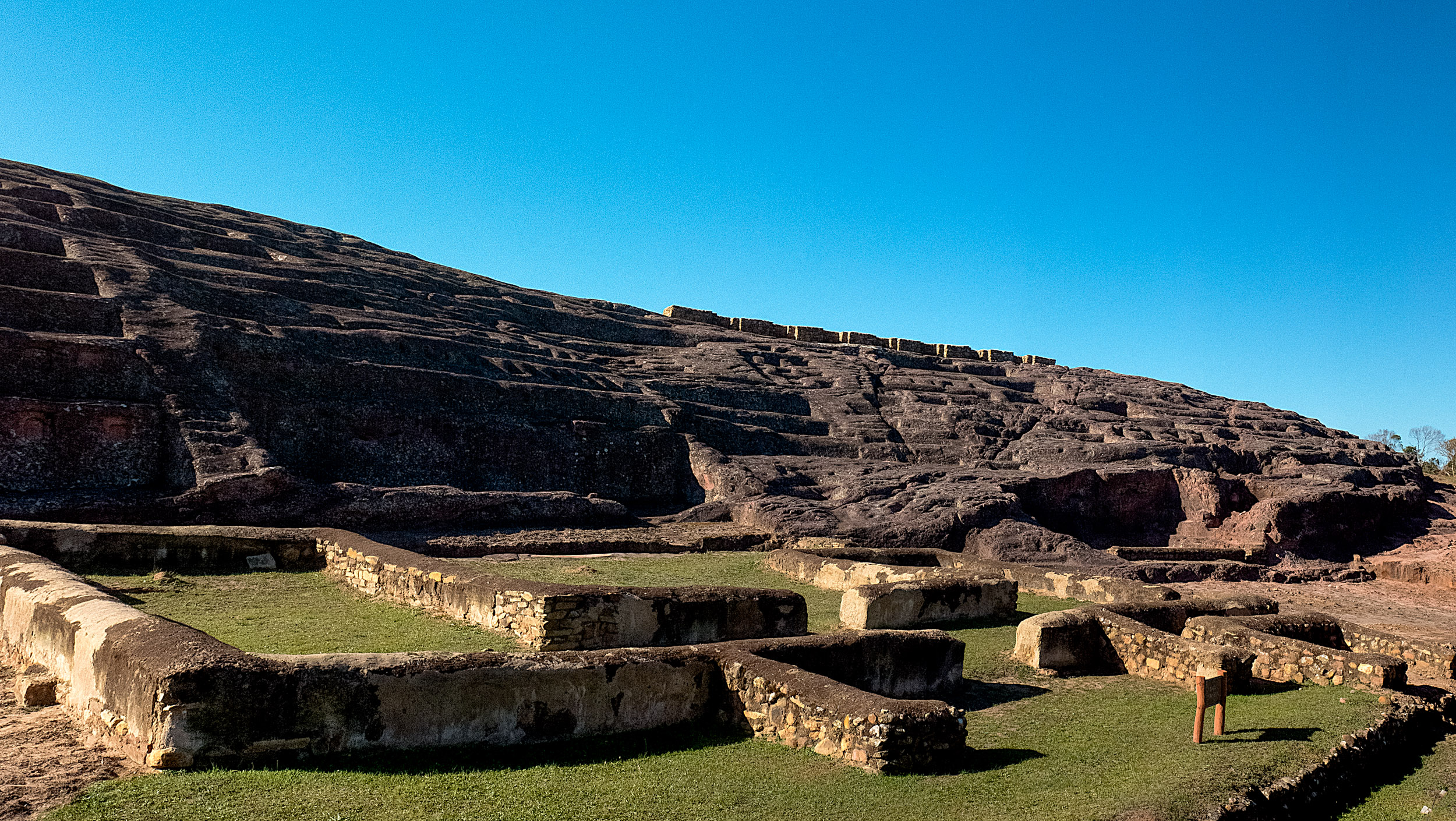

Según algunos, el término Samaipata significa en quechua "lugar de reposo entre montañas".

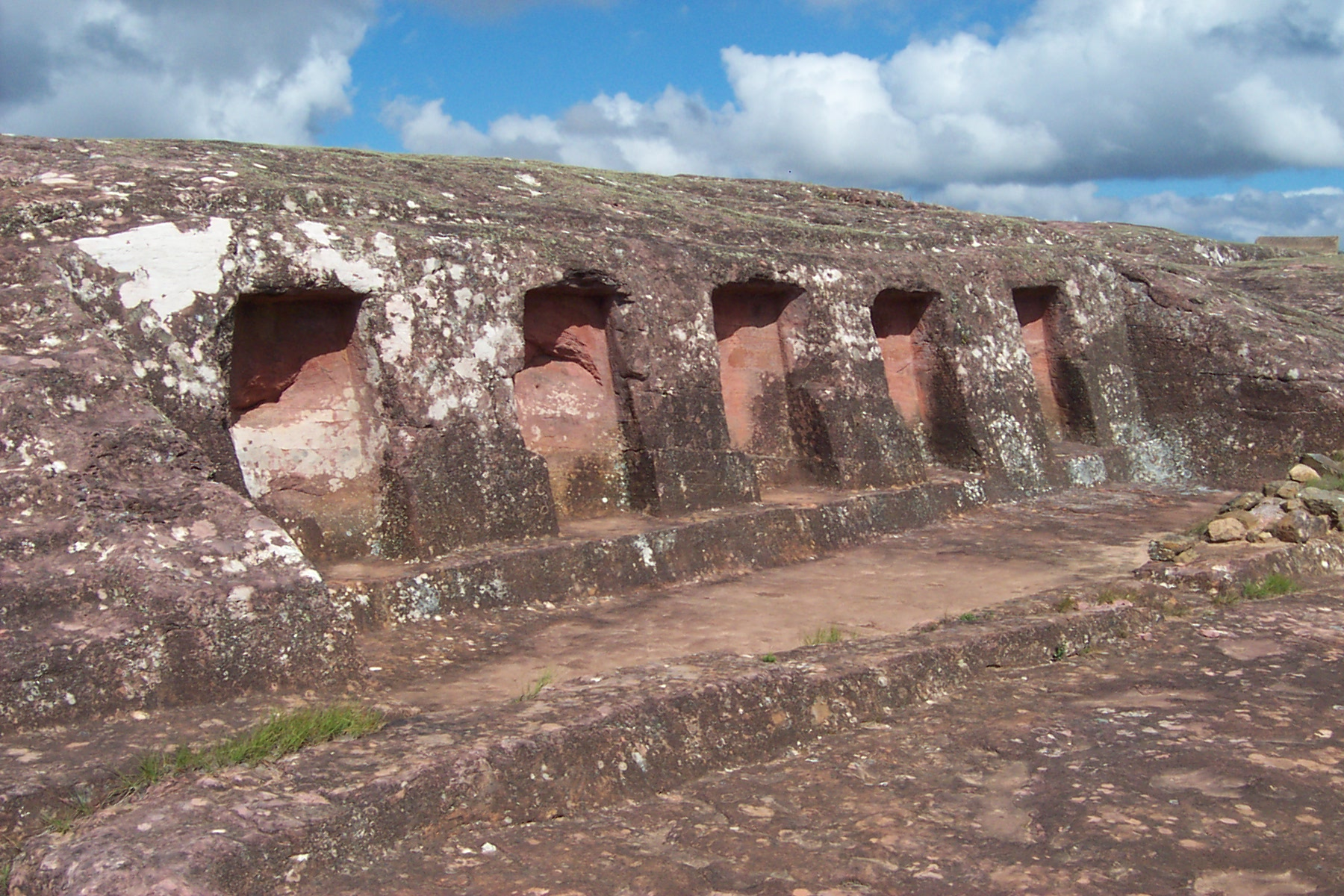

También se ha visto su nombre escrito como Fuerte de Samaypata.

## Historia
Su construcción fue iniciada por los Chanés, un pueblo preincaico de origen arawak (arahuacos), y funcionó como un "calendario, observatorio cósmico y astronómico". Los distintos grabados, sistemas de drenaje, canales de agua y cuencas tenían sus propias funciones. Se utilizaba el agua como elemento natural para reflejar el cielo, siendo las observaciones de las fases lunares, el control del tiempo o los cambios de estaciones su objetivo, también está asociada con el proceso biológico de las mujeres, todo esto es vinculado a la creencia chané que está basada en la deidad lunar; fue construido aproximadamente por el año 900.
Los chanés tuvieron sus primeros contactos con los incas aproximadamente el año 1410. El incario envió emisarios hacia el oriente para conversar con el cacique de los chanés, Grigotá, para que este los deje buscar recursos, siendo su objetivo el "cerro Saipurú". A los incas se les permitió el acceso, se dirigieron a la zona de las localidades actuales de Comarapa y Pojo donde se edificaron Incallajta y Saipina. Recorrieron Vallegrande para llegar a Pucará, posteriormente bajaron hacia el río Grande, al norte de la "serranía de Incahuasi", y llegaron a Saipurú para explorar el cerro homónimo. Mientras unos explotaban el cerro otros exploraron aproximadamente en el año 1430, donde los incas se adentraron cerca del cerro San Miguel y posteriormente a los aproximados del río Paraguay, lugar donde se encontraron con los guaraníes (chiriguanos), quienes exterminaron a los incas. Los guaraníes tomaron la piedra tallada de Samaipata y asesinaron al cacique Grigotá, así como también esclavizaron las ñustas incas que no lograron escapar. Los incas negociaron con los guaraníes para que se entreguen a las ñustas a cambio de abandonar el territorio de la cordillera oriental. Los incas retrocedieron hacia las cordilleras del centro de Cochabamba, los chiriguanos acapararon la zona y esclavizaron a los chanés. Hubo una escaramuza por parte de los incas, quienes en la zona de Comarapa, los incas toman de prisioneros a algunos guaraníes para llevarlos al incario, aunque estos murieron por el frío.
Los incas en su corta estadía en Samaipata, lograron edificar ciertas murallas de una plaza, que datan de finales del siglo XV y principios del XVI. Cuando los guaraníes ocuparon el área de Samaipata no edificaron nada, más que dejar rastros de su presencia con artefactos nativos y cerámica. Los guaraníes dominaron la región hasta el período de la época hispánica en Sudamérica.

### Incas
El sitio de Samaipata fue ocupado como un área ritual y residencial alrededor de 300 CE por el Chané del período Mojocoyas (200 a 800 CE). Comenzaron a dar forma a la gran roca que es el centro ceremonial de la ruina de Samaipata.
Según un cronista español del siglo XVII, Diego Felipe de Alcaya, los incas, probablemente al final del reinado de Túpac Yupanqui (gobernado entre 1471 y 1493), comenzaron a adentrarse al área de Samaipata. Un pariente de Guacaná llamado Yupanqui dirigió un ejército inca al área y con elaborados regalos persuadió al líder o cacique local, cuyo título era Grigota, y sus 50 000 sujetos incursionaron la zona. Guacané se estableció en Samaipata o Sabay Pata que está a una altitud de 1900 metros (6200 pies). Samaipata significa "Descansa en las alturas" en el idioma quechua hablado por los incas.
Samaipata era un centro inicial de la estadía inca, para que estos exploren los alrededores. En Samaipata los incas para establecerse edificaron murallas para usos personales. Uno se ha localizado a unos 50 kilómetros (31 millas) al este llamado La Fortaleza. Las ruinas se encuentran en la cima de una montaña con vistas a las tierras bajas alrededor de la actual ciudad de Santa Cruz.
Otros vestigios, de ubicación desconocida, llamada Guanacopampa, protegió una mina en Saipurú o Caypurum, de ubicación también desconocida. Según el relato de Alcaya, Guacané y Grigotá fueron asesinados tras la ocupación guaraní (chiriguanos). Los chiriguanos avanzaban desde las tierras bajas hasta las zonas subandinas. Los contraataques de los incas no logró desposeer a los guaraníes que se quedaron para establecerse en Samaipata y sus alrededores. Un edificio destruido por el fuego en Samaipata da crédito a esta historia. La fecha de la guerra fue en la década de 1430. 

### Época colonial
Los colonizadores españoles usaron Samaipata como campamento base por el año 1600, mientras los chiriguanos seguían amenazando. Una casa española se encuentra entre las ruinas. En 1630 los españoles dejaron su presencia en busca de fortuna, debido a que la piedra tallada de Samaipata era un monumento antiguo, pensaban que había minerales preciosos, por lo que hicieron ciertas edificaciones de arquitectura típica andaluza árabe y perforaciones. Hasta la actualidad no se sabe si lograron encontrar dichos minerales.
En 1795, el naturalista bohemio Tadeo Haenke visitó las ruinas y dejó sus observaciones en un diario que aún no ha sido transcrito ni publicado. Realizó el primer croquis de las grabaciones en el dorso de la roca.

### Época republicana
Ya en el siglo XX, después de la Independencia de Bolivia, se reconocía la importancia de la piedra tallada de Samaipata. Con el pasar de los años, el fuerte fue visitado por numerosas personalidades. El naturalista francés Alcide d'Orbigny visitó Samaipata durante su viaje por Bolivia entre los años 1830 y 1832. Durante su estancia, levantó un plano esquemático de las estructuras del cerro. En su croquis de la región, mencionó un “pueblo de los incas” situado al sur de la roca. Según la interpretación de d'Orbigny, la roca se utilizaba como un lavadero de oro, aunque esta explicación fue descartada posteriormente. El mérito de d'Orbigny radica en haber dejado constancia, en su plano y descripción, de muchos relieves que hoy están desaparecidos, tales como un ave y una serpiente en alto relieve.
En octubre de 1908, el barón sueco Erland Nordenskiöld llegó desde Santa Cruz de la Sierra para visitar El Fuerte. Realizó una breve descripción de la roca y adjuntó algunas fotografías ilustrativas que mostraban el estado en que se encontraba cuando la visitó. En dos ocasiones, durante los años 1930 y 1940, el boliviano-austriaco Leo Pucher visitó el fuerte y realizó un plano esquemático de la roca esculpida. En su publicación de 1945, Pucher interpretó el cerro como un templo animista y totémico de la época preincaica. El científico alemán Hermann Trimborn, de la Universidad de Bonn, visitó Samaipata en dos ocasiones (1955 y 1960). Dejó una descripción muy detallada que resumía los estudios anteriores y un plano simplificado de las estructuras, combinado con un levantamiento topográfico realizado por su asistente H. Müller-Beck. Una traducción al español de su texto fue publicada posteriormente en Buenos Aires (Trimborn, 1967 y 1994).
El 11 de enero de 1974, gracias a las gestiones del ex-director del Instituto Nacional de Arqueología, el arqueólogo boliviano Carlos Ponce Sanginés, se creó el Centro de Investigaciones Arqueológicas en Samaipata (CIAS), estableciendo las bases para futuras investigaciones y proyectos.

### Actualidad
Veinte años después de haber sido considerado Patrimonio de la Humanidad por la Unesco, los investigadores del Proyecto de Investigaciones Arqueológicas de Samaipata (PIAS) realizaron publicaciones sobre el yacimiento. Algunos de los artículos abordan temas históricos, problemáticas de conservación, y puntos polémicos de la metodología interdisciplinaria. 
Esas publicaciones hicieron una alusión a Samaipata como punto de control incaico vinculado con unas ricas minas de plata en la zona aledaña. Según autores, tanto Samaipata como las minas fueron atacados y saqueados por los belicosos en la víspera de la conquista española.
Uno de los trabajos realizados fue escrito por Albert Meyers, director del PIAS titulado “Los trabajos arqueológicos en el fuerte de Samaipata 1992-1996", en el que explica de forma amplia y detallada datos sobre las excavaciones realizadas en el proyecto y sus conclusiones. El autor habla de la forma de organización del centro de investigación PIAS y sus correspondientes objetivos. El primero de los objetivos fue elaborar un plano de la roca tallada y los conjuntos arquitectónicos. El segundo aclarar cuál fue la función del sitio para poder establecer las pautas correspondientes a su cronología. En tercer lugar descripción de las excavaciones junto con los hallazgos en los puntos colindantes con la roca tallada desde los lados correspondientes al sur y al este.
Sumando los resultados de las excavaciones se obtenía la conclusión de que habían fases de la presencia Inca en el fuerte de Samaipata precedidas por varias ocupaciones anteriores. Entre las evidencias de la ocupación preincaica, algunas apuntan hacia los grupos de origen amazónico.
El Centro de Investigación Arqueológica y Antropológica de Samaipata posee una colección que incluye cuencos, recipientes de diversos tipos y platos. Estos han sido decorados con figuras antropomórficas que se remontan a culturas anteriores a la época hispánica. Algunos de estos objetos son de alrededor del 200 a. C. El centro proporciona información sobre esta estructura preincaica. La ruina también tiene un sistema de drenaje muy complejo, con varios canales de agua y cuencas. Además, hay varias esculturas hechas de piezas de piedra individuales.

## Ubicación
El centro ceremonial de Samaipata está ubicado en el centro de Bolivia, en las primeras estribaciones andinas. Colinda con el sector austral del parque nacional Amboró y, según algunos investigadores, demarca la frontera del imperio incaico en su lado este. Provincialmente limita al norte con la provincia Ichilo, en la zona sur con la provincia de Vallegrande y Cordillera, al este con la provincia Andrés Ibáñez, y al oeste con la provincia Manuel María Caballero.
El sitio es conocido popularmente como fuerte debido a que se localiza en la parte superior de una colina. Aparentemente fue un centro ceremonial y por ende, un lugar de comunicación del hombre con los dioses. Aparentemente su ubicación le permitía también cumplir una función astronómica y podría haber sido un lugar propiciatorio por los ciclos agrícolas. A pesar de su denominación como fuerte, la zona del peñón era un lugar de reposo entre las montañas, constituyendo un lugar central de ceremonias. Es un afloramiento de gran longitud aparecen restos tallados con rostros de animales y formas geométricas, llenos de significados de carácter religioso.
No se sabe mucho sobre sus constructores, aunque casi todos los estudiosos concuerdan que se trata de poblaciones originarias de los llanos amazónicos. Solo en épocas posteriores el sitio fue ocupado por los incas por un corto tiempo en su momento de exploraciones en busca de recursos, poco antes de la conquista española, que fue cuando sobrepusieron decoraciones en sus estilos.

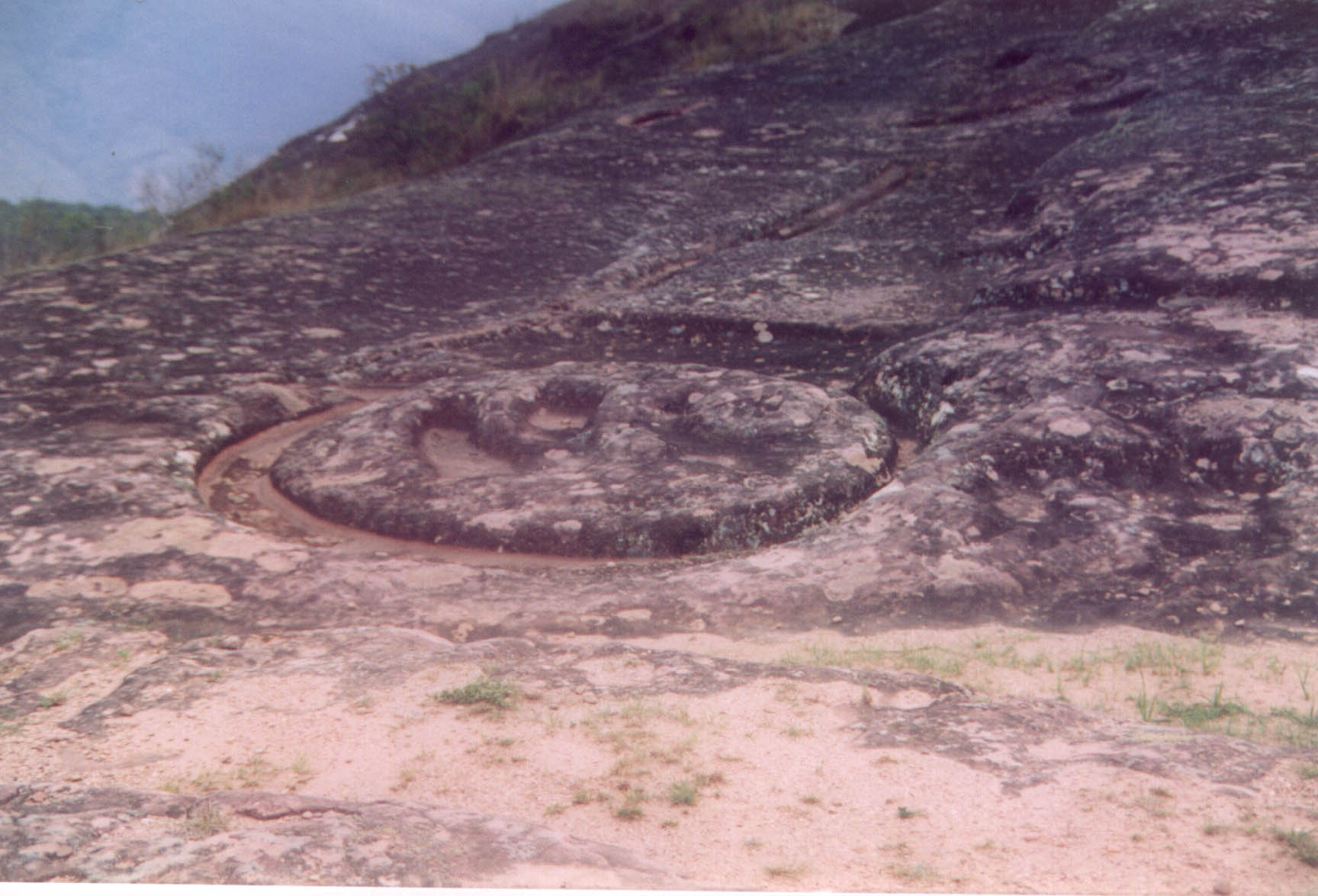

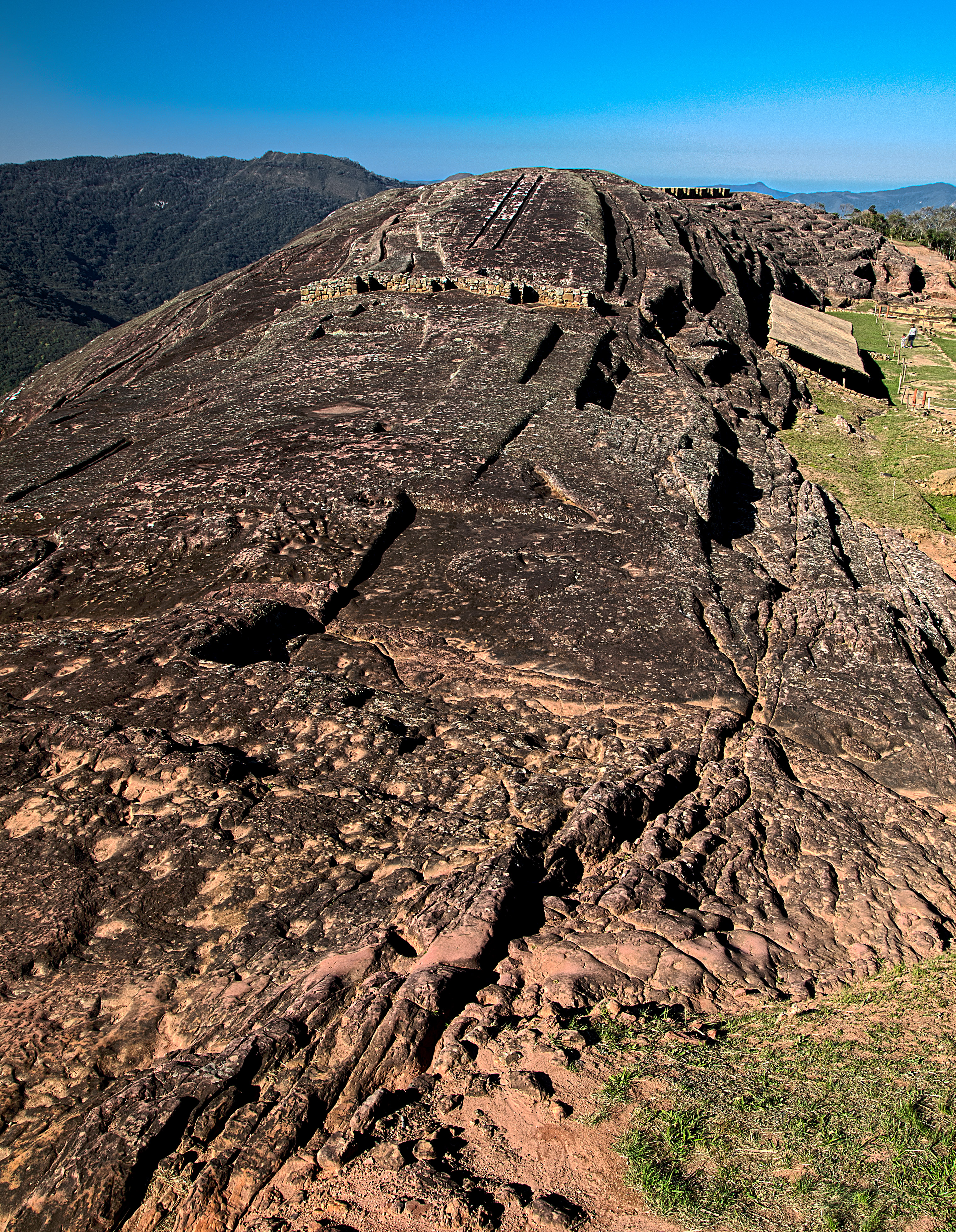

## Descripción
El sitio arqueológico de Samaipata de aproximadamente 20 hectáreas (49 acres) se divide en dos partes: un sector ceremonial y un sector administrativo/residencial. Algunas de las construcciones de los incas se construyeron sobre estructuras anteriores de los Chané.
La instalación del Fuerte de Samaipata está dividida en dos sectores:
- El sector ceremonial: está en la parte norte del sitio. Mide unos 220 metros (720 pies) por 60 metros (200 pies) y consiste principalmente en una gran silla de roca cubierta casi por completo con tallas de origen inca y preincaico. Los tallados incluyen una variedad de figuras geométricas y animales, paredes, nichos y largos tallados en forma de canal llamados "la columna vertebral de la serpiente" o "el cascabel" (el sonajero). Aunque no es el más visualmente espectacular, la parte más importante del sector ceremonial es el "coro de los sacerdotes" que consiste en un círculo profundamente cortado con nichos triangulares y rectangulares cortados en sus paredes[16] se encuentra en el punto más alto de la roca. Este consta de 18 nichos, probablemente utilizados como asientos para individuos, tallados en la roca. En el fondo de la roca hay 21 nichos rectangulares tallados que pueden haber servido como residencias para sacerdotes o para el almacenamiento de artículos ceremoniales. Este monumento, que domina la ciudad de abajo, es una de las obras ceremoniales precolombinas más colosales de los Andes y las regiones amazónicas, testimonio del uso hidráulico, el culto a las deidades y entidades representadas en la naturaleza como animales sagrados en los rituales de purificación y fertilidad. 1 Es un testimonio único de las tradiciones y creencias prehispánicas, y no tiene paralelo en ninguna parte de las Américas. Las tallas en la parte occidental incluyen dos felinos en una base circular, Los únicos ejemplos de talla en alto relieve en todo el sitio. Los restos de un muro de piedra del período inca atravesaron varias tallas, lo que indica una fecha preincaica. Estos incluyen dos canales paralelos, entre ellos y junto a ellos hay canales más pequeños cortados en patrones en zigzag, lo que da lugar al nombre local para esta función, El Dorso de la Serpiente.

Más al este hay una estructura que probablemente representa la cabeza de un felino. La mayor parte de la cara sur de la roca estaba dominada originalmente por una serie de al menos cinco templos o santuarios, de los cuales solo los nichos cortados en sus paredes sobreviven. La Casa Colonial está situada en una plataforma artificial al pie de la roca. Las excavaciones han revelado evidencia de estructuras incas y preincas aquí, por lo que se conoce como la Plaza de las Tres Culturas. La casa de la época colonial, de la que solo sobreviven las paredes inferiores de piedra, es de estilo árabe-andaluz característico, con un patio central abierto.
- El centro residencial y administrativo está situado en una serie de tres plataformas artificiales al sur de la roca. Samaipata puede haber sido una capital provincial inca y tiene toda la infraestructura asociada con ese estado. La característica más destacada es una gran plaza trapezoidal de unos 100 metros (330 pies) a cada lado bordeada en el sur por una kallanka, edificio rectangular típico de las ciudades incas y que simboliza el poder político inca. La kallanka, de 70 metros (230 pies) de largo y 16 metros (52 pies) de ancho, se usó para reuniones públicas, fiestas y alojamiento de visitantes y soldados.[17] La kallanka en Samaipata es la segunda más grande de Bolivia, pero aparentemente la construcción se interrumpió ya que el canal de drenaje y el techo de paja no se completaron. También en este sector se encuentra un acllahuasi, un convento de monjas para las mujeres secuestradas llamadas aclla, que eran elegidas para tejer textiles, convertirse en esposas de nobles incas, participar en ceremonias y, en ocasiones, ser sacrificadas en ceremonias religiosas. La existencia de un acllahuasi era típica de importantes asentamientos incas.

Tiene dos criterios:
1. Criterio (ii): La roca esculpida en Samaipata es la característica ceremonial dominante de un asentamiento urbano que representa el apogeo de esta forma de centro político y religioso prehispánico.
2. Criterio (iii): Samaipata es un testigo destacado de la existencia en esta región andina de una cultura con tradiciones religiosas altamente desarrolladas que ilustra dramáticamente en forma de inmensas esculturas rupestres.[18]

## Requisitos de protección y gestión
El sitio fue conocido y visitado por eruditos y viajeros del siglo XVIII y más tarde fue declarado monumento nacional por el Decreto Supremo no. 2741 en 1951, bajo las disposiciones de la Ley de Monumentos Nacionales. Esto cubrió 20 ha del área arqueológica y alrededor de 260 ha alrededor del sitio fueron donadas al Estado por el propietario en 1997. El área total está protegida por la Ordenanza Municipal no 5/97 de la Municipalidad de Samaipata como un parque ecoarqueológico. Posteriormente, el Estado boliviano, en el tema de conservación, protección y salvaguarda de El Fuerte de Samaipata, ha establecido regulaciones en los siguientes niveles de gobierno: nacional, departamental y local. Las siguientes medidas legislativas de protección se centran en garantizar la supervivencia del patrimonio cultural: La Constitución Política del Estado boliviano, art. 191; Ley Monumento Nacional 8/05/1927; DS Procedimiento complementario sobre patrimonio N.º 05918-06 / 11/1961; y, Reglamento RM de Excavaciones N.º 082 / 97-03 / 06/1997.
Las agencias a cargo de la gestión del sitio son el Gobierno Municipal de Samaipata a través del Centro de Investigaciones Arqueológicas de Samaipata (CIAAS) que fue creado en 1974 por el Decreto Supremo N º 11290 y es responsable del seguimiento de la excavación de los arqueológicos. almacenes conservación y restauración sistemática de los depósitos arqueológicos; exposición de materiales y publicaciones científicas.
El plan de gestión de la propiedad incluye principalmente la definición del circuito controlado para los visitantes y la definición técnica de los tratamientos para la roca. La Secretaría de Cultura, a través del DIINAR y el CIAAS, el Gobierno Municipal de Samaipata y la Prefectura del Departamento de Santa Cruz, han incluido en sus Planes de Desarrollo, las acciones relacionadas con la conservación del sitio enfatizando el mantenimiento y el estudio de La composición de la roca.
Además, existen varios planes regionales que fortalecen la conservación de Samaipata, y especialmente a la necesidad de desarrollar una estrategia turística viable, teniendo en cuenta la presencia del parque nacional Amboró que garantiza la biodiversidad y la calidad ambiental de toda la provincia.